# دلتا اژدها
دلتا اژدها یک ستاره است که در صورت فلکی اژدها قرار دارد.